# Carl Bertilsson
Carl Adolf Hjalmar Bertilsson (Drängsered, 1889. október 18. – Vånga, 1968. november 16.) olimpiai bajnok svéd tornász.
Részt vett az 1908. évi nyári olimpiai játékokon, és tornában csapat összetettben aranyérmes lett.
Testvére, Per Bertilsson szintén olimpiai bajnok tornász.
Klubcsapata a Göteborgs GF volt.